# 10769 Minas Gerais
10769 Minas Gerais (1990 UJ5) là một tiểu hành tinh vành đai chính được phát hiện ngày 16 tháng 10 năm 1990 bởi E. W. Elst ở Đài thiên văn Nam Âu. Nó đã được đặt tên cho bang Brazil Minas Gerais.